# Chun Hing Chan

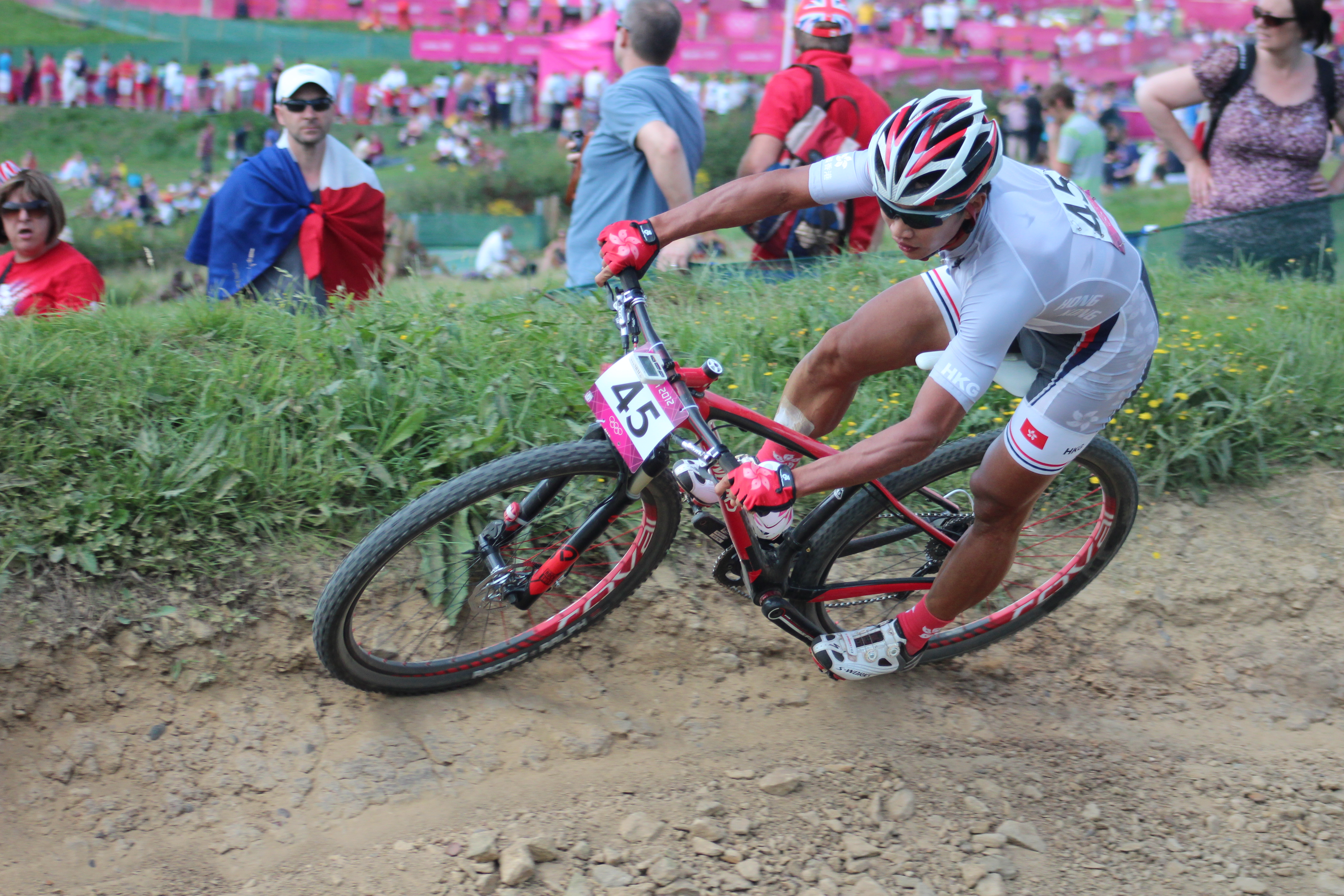
Chun Hing Chan bei den Olympischen Sommerspielen 2012 in London

Chun Hing Chan (chinesisch 陳振興 / 陈振兴, Pinyin Chén Zhènxīng, Jyutping Can4 Zan3Hing1, * 24. April 1981) ist ein Radrennfahrer aus Hongkong.
Chan belegte bei den Asienspielen 2006 in Doha zusammen mit Wong Kam Po, Kin San Wu und King Wai Cheung den siebten Platz beim Mannschaftszeitfahren. 2011 wurde er Dritter der Indonesien-Rundfahrt.
In den Jahren 2007 und 2009 wurde er Hongkong-Meister in der Mountainbike-Disziplin Cross Country und 2010 gewann er die Asienspiele in dieser Disziplin. Bei den Asienspielen 2014 gewann er die Silbermedaille.

## Erfolge
2007
- Nationaler Meister – Cross Country XCO

2009
- Nationaler Meister – Cross Country XCO

2010
- Asienspiele – Cross Country XCO

2014
- Asienspiele – Cross Country XCO

## Teams
- 2005 Purapharm
- 2006 Purapharm
- 2007 Hong Kong Pro Cycling

- 2014 HKSI Pro Cycling Team